# دوازده مرد خبیث
دوازده مرد خبیث (به انگلیسی: The Dirty Dozen) فیلمی آمریکایی به کارگردانی رابرت آلدریچ است که در سال ۱۹۶۷ منتشر شد.

## موضوع فیلم
جنگ جهانی دوم، سال ۱۹۴۴. «سرگرد رایسمن» (لی ماروین)، افسر آمریکایی مستقر در انگلستان، مأموریت می‌گیرد که با استفاده از دوازده سرباز محکوم (به دلیل قتل، تجاوز یا دزدی)، قصری در فرانسهٔ اشغال شده (محل گرد آمدن تعدادی از امرای ارتش آلمان) را منفجر کند.

## بازیگران
- لی ماروین
- ارنست بورگناین
- چارلز برانسون
- جیم براون
- جان کاساوتیس
- ریچارد جاکل
- جرج کندی
- ترینی لوپز
- رالف میکر
- رابرت رایان
- تلی ساوالاس
- دونالد ساترلند
- رابرت وبر
- کلینت واکر
- مایک رید